# Кияик
Кия́ик — село в Завьяловском районе Удмуртии, административный центр Кияикского сельского поселения. Расположено в 28 км к северо-западу от центра Ижевска. Через село проходит железная дорога Люкшудья — Кильмезь, на которой находится остановочный пункт Кияик. Рядом с селом протекает река Кияик, впадающая в реку Люк.

## История
Кияик возник возле одноимённой станции в первой половине XX века, построенной в свою очередь неподалёку от деревень Большой и Малый Кияик и одноимённой речки.
До 1964 года входил в Большекияикский сельсовет с центром в Большом Кияике. В 1964 году входит в Люкский сельсовет. При образовании Кияикского сельсовета, становится его центром.
В 2004 году постановлением Госсовета Удмуртской республики, станция и поселок Кияик преобразовывается в село Кияик.

## Население
| 2010 | 2012  |
| ---- | ----- |
| 759  | ↗1062 |

## Социальная сфера
В Кияике работают МОУ «Кияикская основная общеобразовательная школа», детский сад, МУЧ «Культурный комплекс „Кияикский“», фельдшерско-акушерский пункт, клуб, БСУ СО УР «Синтегский психоневрологический интернат».

## Улицы
- Азинская улица
- Весенняя улица
- Заречная улица
- Лесная улица
- Майская улица
- Молодёжная улица
- Новая улица
- Северная улица
- Транспортная улица
- Школьная улица
- Южная улица